# 食道楽
食道楽（くいどうらく、くひだうらく、しょくどうらく）とは、道楽のひとつで、うまいものを食べたり、料理を作ったりすることに熱中し、それを生き甲斐にすること。およびそうしたことをする人。

## 概説
現在の「グルメ」とほぼ同じだが、それより執拗で熱中度の高いことが多かった。
日本では明治36～37年に、村井弦斎が同名の小説を新聞上で連載し、単行本も大ベストセラーとなり、一大食道楽ブームが巻き起こった。

### 人
人としての「食道楽」はほとんどが男性である。文士や文化人にこういう人が多く、池波正太郎のように、食い物日記を残している人もいる。

## 関連書
- 『食道楽図解』近事画報社、1906
- 山本勝太郎『食道楽と芝居道楽』1930
- 栗山善四郎 『釣道楽・食道楽: 釣った魚をおいしく食べる』1996　ISBN 4122026768
- リオネル・ポワラーヌ, アラン・デュカス『拝啓、法王さま食道楽を七つの大罪から放免ください』中央公論新社、2005 ISBN 4120036383
- 遠藤周作『狐狸庵食道楽』河出書房新社、2006　ISBN 4309408273
- 村松友視『奇天烈食道楽』河出書房新社、2008
- 佐藤隆介『池波正太郎指南 食道楽の作法』新潮社、2009、ISBN 4104453021
- 矢野誠一『昭和食道楽』白水社、2011、ISBN 4560081506